# Тайфунник-провісник
Тайфу́нник-прові́сник (Pterodroma heraldica) — вид буревісникоподібних птахів родини буревісникових (Procellariidae). Мешкає в Тихому океані. Раніше вважався конспецифічним з тринідадським або чорним тайфунником

## Опис
Тайфунник-провісник — морський птах середнього розміру, середня довжина якого становить 35-30 см, розмах крил 88-102 см. Забарвлення існує у світлій, темній і проміжній морфах. Загалом, тайфунники-провісники є дуже схожими на тринідадських тайфунників, однак на нижній стороні крил біля основи махових пер у них є діагностичні білі плями. У представників світлої морфи верхня частина тіла у них більш сиза, нижні покривні пера хвоста бліді, поцятковані дрібними сірими або сірувато-коричневими плямками, обличчя у них бліде.

## Поширення і екологія
Тайфунники-провісники гніздяться на островах в західній і центральній частині Тихого океану, утворюють гніздові колонії на острові Рейн в Австралії, на островах Честерфілд у Новій Каледонії, на островах Тонги і архіпелагу Самоа, на південних островах Кука, на островах Острал, Маркізьких островах і Туамоту у Французькій Полізезії, на островах Піткерн та на острові Пасхи. Також вони гніздяться на острові Раунд-Айленд поблизу Маврикія в Індійському океані. Іноді зустрічаються на Гавайських островах.
Тайфунники-провісники ведуть пелагічний спосіб життя, рідко наближуються до суходолу, за винятком гніздування. Живляться кальмарами, рибою і ракоподібними. Утворюють гніздові колонії серед скель, на атолах і океанічних островах, на висоті до 1000 м над рівнем моря. Гніздування відбувається з жовтня по лютий або з лютого по березень, в залежності від колонії. В кладці 1 яйце, пташенята покидають гніздо через 100-130 днів після вилуплення.

## Збереження
МСОП класифікує цей вид як такий, що не потребує особливих заходів зі збереження. За оцінками дослідників, популяція тайфунників-провісників становить приблизно 150 тисяч птахів. Їм загрожує хижацтво з боку інтродукованих хижих ссавців.